# ケロッグ博士 (映画)

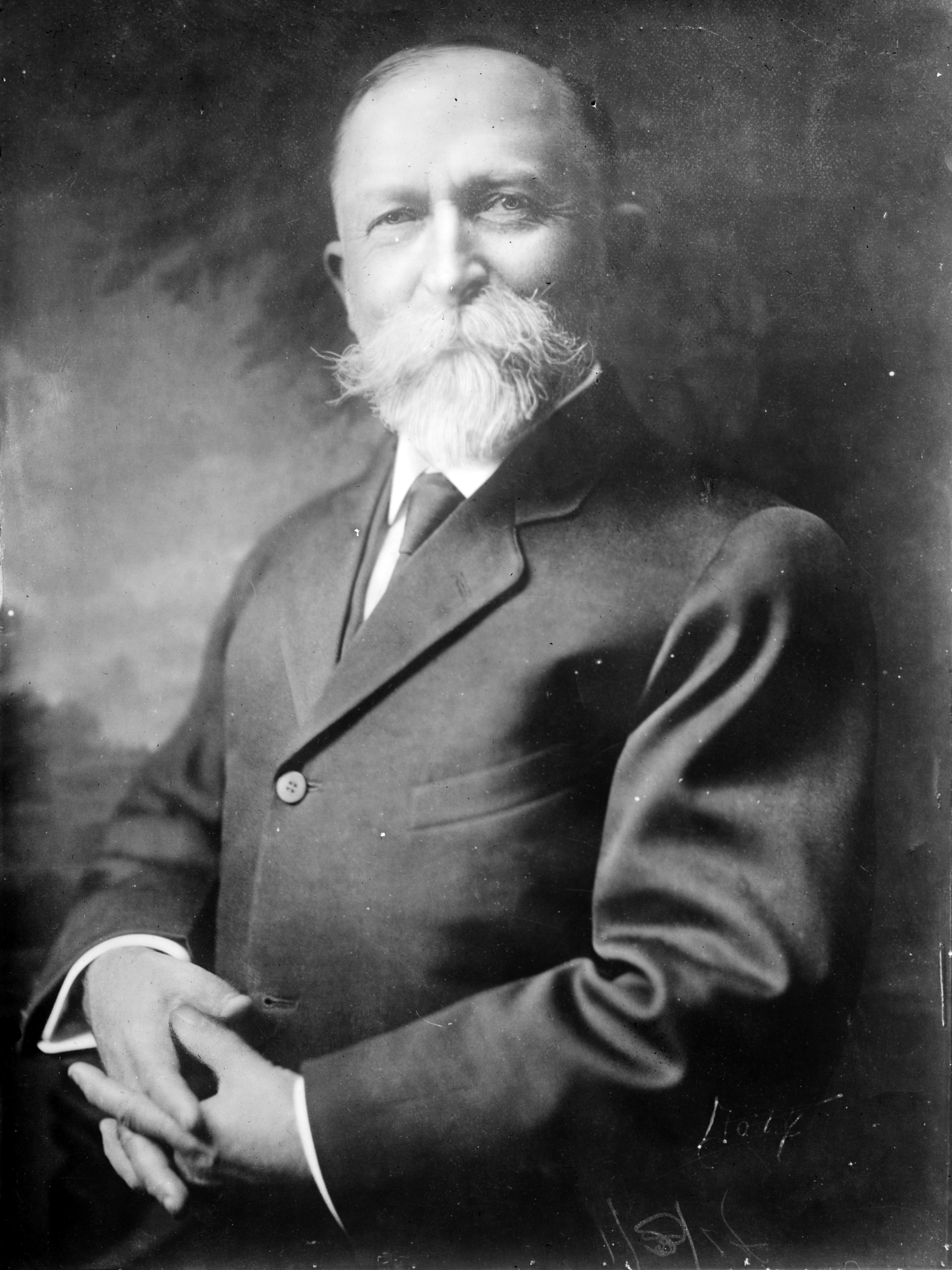
ジョン・ハーヴェイ・ケロッグ博士

『ケロッグ博士』（The Road to Wellville）は、1994年に公開されたアメリカ合衆国のブラック・コメディ映画。コーンフレークを考案したジョン・ハーヴェイ・ケロッグ博士の実話を基にしたT・コラゲッサン・ボイルの小説を原作とし、ケロッグ博士が経営する療養施設で実践される狂気的な健康法などを描く。アラン・パーカーが脚本と監督を務め、アンソニー・ホプキンスなどが出演した。

## キャスト
※括弧内は日本語吹替
- ジョン・ハーヴェイ・ケロッグ博士：アンソニー・ホプキンス（山野史人）
- エレナー・ライトボディ：ブリジット・フォンダ（平井美美）
- ウィリアム・ライトボディ：マシュー・ブロデリック（原康義）
- チャールズ・オシニング：ジョン・キューザック（田中正彦）
- ジョージ・ケロッグ：ダナ・カーヴィ（島田敏）
- グッドロー・ベンダー：マイケル・ラーナー（中村雄一）
- ライオネル・バジャー博士：コルム・ミーニイ（石波義人）
- エンディミオン・ハート＝ジョーンズ：ジョン・ネヴィル（水野龍司）
- アイダ・ムンツ：ララ・フリン・ボイル（叶木翔子）
- 看護婦グレーブス：トレイシー・リンド（小林さやか）
- ヴァージニア・クレーンヒル：カムリン・マンハイム
- ポールトニー・ダブ：ロイ・ブロックスミス
- スピッツ・ヴォーゲル博士：ノーバート・ワイザー（田原アルノ）
- ティンダーマーシュ夫人：モニカ・パーカー（真山亜子）

## スタッフ
- 監督・脚本：アラン・パーカー
- 製作総指揮：トム・ローゼンバーグ、マーク・エイブラハム
- 製作：アラン・パーカー、アーミアン・バーンスタイン、ロバート・F・コールズベリー
- 原作：T・コラゲッサン・ボイル
- 撮影：ピーター・ビジウ
- 衣装：ペニー・ローズ
- 編集：ジェリー・ハンブリング
- 音楽：レイチェル・ポートマン
- 字幕翻訳：石田泰子

日本語版
- 演出：蕨南勝之
- 翻訳：芝谷真由美

## 評価
公開時には、ローリング・ストーン誌でピーター・トラヴァースが同年公開の映画中ワースト5位とするなど否定的な反応を多く受け、特にスカトロジーの描写に対しては多くの批判があった。また、Rotten Tomatoesでは39％の低評価を受けてる。一方、すべてのレビューが否定的だったわけではなく、Bright Lights Film Journalでタンファー・エミン・タンクは、「20世紀のアメリカ社会で人種や階級がとったさまざまな形態に疑問を投げかける、ユーモアと文書化された歴史資料の洗練されたブレンド」とコメントしている。
日本では、淀川長治が公開時に高く評価しており、「アレが目的のゲス映画と思われそうだが、さにあらず、その時代色の美しさ、その登場者の時代衣装の美しさ。ボンネットに自転車にワルツにと、まるで西洋明治大正絵葉書を見るごとく、そのワイセツも江戸好色すごろくを遊ぶがごとく、この映画の時代美術の美しさに陶然となる」「オジサン族全員全裸で電気治療を受けての全裸のお尻のブルンブルン。これをアップ移動キャメラで見せるすさまじさ。その他オトコ、オンナの全裸にヒゲの男のフンドシ姿も続々。ウンコとカンチョウと男のあそこが立つ治療。映画美術の中に見るこのお遊び。見て見て笑いたまえ。ことし一番のケッサクよ！」と述べている。